# Zuzana Moravčíková
Zuzana Moravčíková, slovaška atletinja, * 30. december 1956, Nitra, Češkoslovaška.
Na svetovnih prvenstvih je v štafeti 4x400 m osvojila srebrno medaljo leta 1983, na evropskih dvoranskih prvenstvih pa prav tako srebrno medaljo v teku na 800 m istega leta. Dvakrat je postala češkoslovaška državna prvakinja v teku na 800 m in v štafeti 4x400 m ter enkrat v teku na 400 m. Na poletnih olimpijskih igrah ni nastopila.